# Mehdi Charef
Mehdi Charef (Maghnia, Algèria, 1952) és un escriptor, director de cinema i dramaturg. francès d'origen algerià Quan tenia 10 anys la seva família, d'origen obrer, es va traslladar a França, on van viure a diverses ciutats i barris de la perifèria de París. Charef va estudiar mecànica i va treballar com afilador del 1970 al 1983. Paral·lelament, Charef anava escrivint pel seu compte, fins que el director grec Costa-Gavras li aconsellà que realitzés ell mateix la versió cinematogràfica de la seva novel·la El té a l'harem d'Arquímedes.
Per aquesta adaptació va guanyar el Cèsar a la millor primera obra i el Premi Jean Vigo, i fou projectada a la secció Un Certain Regard del 38è Festival Internacional de Cinema de Canes. Des d'aleshores, segueix escrivint i dirigint pel·lícules on es fan paleses la seva dimensió social, el respecte per les persones i el vincle al seu país d'origen, Algèria. El 1992 va dirigir Au pays des Juliets que va competir per la Palma d'Or al 45è Festival Internacional de Cinema de Canes.

## Obres

### Narracions
- Le Thé au harem d'Archi Ahmed, Paris : Mercure de France, 1983
- Le Harki de Mériem, Paris : Mercure de France, 1989 (réédition Agone, 2016)
- La Maison d'Alexina, Paris : Mercure de France, 1999
- À bras le cœur, Paris : Mercure de France, 2006
- Une enfance dans la guerre - Algérie 1954/1962 (Collectif), Paris : Bleu autour, 2016
- Rue des pâquerettes, Marseille : Hors d’atteinte, 2019
- Vivants, Marseille : Hors d'Atteinte, 2020
- La Cité de mon Père : Hors d'Atteinte, 2021

### Teatre
- 1962 - Le dernier voyage, Paris : Avant-scène théâtre, 2005

## Filmografia

### Com a director
- 1985 : Le Thé au harem d'Archimède
- 1986 : Miss Mona
- 1987 : Camomille
- 1991 : Au pays des Juliets
- 1995 : Pigeon vole - Film TV
- 1999 : La Maison d'Alexina - Film TV
- 1999 : Marie-Line
- 2001 : La Fille de Keltoum (Bent Keltoum)
- 2007 : Cartouches gauloises
- 2008 : Les enfants Invisibles, Episodi Tanza (Col·lectiu de realitzadors per l'Unicef)
- 2015 : Graziella

### Guionista
- 1985 : Le Thé au harem d'Archimède
- 1986 : Miss Mona
- 1987 : Camomille
- 1991 : Au pays des Juliets
- 1995 : Pigeon vole - Film TV
- 1995 : Aime-toi toujours - Film TV
- 1999 : La Maison d'Alexina - Film TV
- 1999 : Marie-Line
- 2001 : La Fille de Keltoum
- 2007 : Les enfants invisibles - episodi Tanza - Pel·lícula realitzada per l'Unicef (Mostra de Venise)
- 2007 : Cartouches gauloises
- 2015 : Graziella